# Elecciones al Parlamento de La Rioja
Las elecciones al Parlamento de La Rioja son las elecciones autonómicas en las que los ciudadanos de La Rioja eligen a los miembros del Parlamento de La Rioja. Se celebran el cuarto domingo de mayo cada cuatro años. Las últimas elecciones al Parlamento de La Rioja se celebraron en 2023.

## Convocatoria
Las elecciones autonómicas son convocadas por el presidente de La Rioja. Se celebran el cuarto domingo de mayo de cada cuatro años, coincidiendo con las elecciones municipales y las elecciones autonómicas de la mayoría de comunidades autónomas de España. Desde la reforma del Estatuto de autonomía de 1999, el presidente de La Rioja puede disolver de forma anticipada el Parlamento y convocar elecciones. No obstante, la nueva Cámara que resulta de la convocatoria electoral tiene un mandato limitado por el término natural de la legislatura original. Así, las elecciones siguientes se siguen celebrando el cuarto domingo de mayo de cada cuatro años. Además, no se puede disolver el Parlamento de forma anticipada durante el primer período de sesiones de la legislatura, ni durante el último año de legislatura, ni durante el primer año desde la última disolución anticipada, ni durante la tramitación de una moción de censura, ni cuando está convocado un proceso electoral estatal. Nunca se han adelantado las elecciones al Parlamento de La Rioja.

## Sistema electoral

Diputados por circunscripción

El Estatuto de Autonomía de La Rioja de 1982 establece que los miembros del Parlamento de La Rioja son elegidos mediante sufragio universal, libre, igual, directo y secreto. También establece que el Parlamento debe estar compuesto por un mínimo de treinta y dos diputados y un máximo de cuarenta. La Ley Electoral de La Rioja establece su composición en treinta y tres diputados. Los parlamentarios se eligen mediante escrutinio proporcional plurinominal con listas cerradas en cada circunscripción electoral.
La circunscripción electoral del Parlamento de La Rioja es única y comprende todo el territorio de La Rioja. La asignación de escaños a las listas electorales se realiza mediante el sistema D'Hondt. La barrera electoral es del 5% de los votos válidos de la circunscripción.
Desde la reforma de la LOREG de 2007 en las elecciones autonómicas de todas las comunidades autónomas las candidaturas deben presentar listas electorales con una composición equilibrada de hombres y mujeres, de forma que cada sexo suponga al menos el 40% de la lista. Esta reforma fue recurrida por el Grupo Parlamentario Popular del Congreso de los Diputados ante el Tribunal Constitucional, que en 2008 concluyó que la reforma sí era constitucional.